# Lost in a Moment
Lost in a Moment é o terceiro álbum de estúdio da cantora norueguesa Lene Marlin, lançado em 2005.

## Faixas
1. "My Lucky Day" — 3:44
2. "All I Can Say" — 4:35
3. "How Would It Be" — 3:55
4. "Hope You're Happy" — 4:17
5. "What If" — 3:51
6. "Leave My Mind" — 4:26
7. "When You Were Around" — 3:51
8. "Never to Know" — 4:04
9. "Eyes Closed" — 3:41
10. "It's True" — 4:00
11. "Wish I Could" — 4:28

## Desempenho nas paradas musicais
| Parada musical (2005) | Posição |
| --------------------- | ------- |
| Noruega - VG-lista    | 4       |
| Itália - FIMI         | 15      |